# Due ragazzi così - live '96
Due ragazzi così - live '96 è l'album dal vivo di Peppino di Capri e Fred Bongusto.

## Descrizione
È l'unico album dal vivo insieme dei due noti artisti italiani. Nel 1996 Peppino e Fred organizzarono in collaborazione una tournée da cui nacque l'album che raccoglie 25 successi.
Bongusto canta nel corso del disco le sue canzoni da Tre settimane da raccontare a Una rotonda sul mare, da Frida a Bruttissima Bellissima, un medley di sonorità brasiliane come A Felicidade di Antônio Carlos Jobim (cantato in portoghese) e La ragazza di Ipanema in versione napoletana, Rosa, La mia estate con te, Balliamo, Amore Fermati.
Spazio ai classici partenopei, come Reginella, Torna a Surriento, Voce 'e notte (cantate da Peppino). Poi Bongusto omaggia Di Capri cantando la sua Nun è Peccato. Peppino di Capri ricambia cantando Doce doce. Altre canzoni a solo di Peppino sono Alleria, Roberta, St. Tropez Twist, Champagne.
In duetto Di Capri e Bongusto hanno cantato Spaghetti a Detroit, Nessuno al mondo, Yesterday (in inglese/napoletano), When I Fall in Love e in finale la nuova canzone Fatti così. Numerosi gli scambi di battute e gli aneddoti che i due raccontano sul palco.
I brani Fatti così, Alleria, Doce doce, sono stati arrangiati da E. Anoldo e A. Guarino. I brani Una rotonda sul mare, Bruttissima, Bellissima, Tre settimane da raccontare sono stati arrangiati da G. Savarese, A. Paixao, G. Persichetti.
La copertina blu raffigura un primo piano dei due cantanti sorridenti. Il concerto fu registrato in gran parte a Nola (NA); il medley brasiliano fu realizzato in studio.

## Tracce
1. Champagne (Sigla) 1:02
2. Champagne (Intro) 0:57
3. Tre Settimane Da Raccontare 3:18
4. Reginella 3:15
5. Una rotonda sul mare 3:28
6. Spaghetti A Detroit 1:19
7. Nessuno Al Mondo 3:00
8. Frida 1:38
9. Lassame (Yesterday) 1:06 - (Bongusto, Paul McCartney)
10. Alleria 3:05 - (Farina, Masucci)
11. Bruttissima Bellissima 4:14 - (Bongusto, Raggi)
12. Roberta 2:13
13. When I Fall in Love 1:58
14. Medley Brasiliano:	A Felicidade - La ragazza di Ipanema - Rosa 5:35
15. Torna a Surriento	3:56
16. Nun È Peccato	2:50
17. Doce Doce	3:35
18. La Mia Estate Con Te 0:58
19. Voce 'e notte 1:47
20. Balliamo 1:08
21. St. Tropez Twist 1:32
22. Amore Fermati 1:12
23. Champagne 1:47
24. Fatti Così	4:25 - (Iodice, Di Gennaro)
25. Fatti Così (Ripresa) 0:40

## Formazione
hanno suonato per Peppino di Capri
- Roberto D'Aquino: basso
- Luciano Gargiulo: batteria
- Adriano Guarino, Piero Braggi: chitarre
- Enzo Anoldo, Peppino di Capri: tastiere
- Valeria e Sabrina Guida, Piero Braggi, Enzo Anoldo: cori

hanno suonato per Fred Bongusto
- Alfredo Paixao: basso
- Stefano Rossini: percussioni
- Gianluca Persichetti: chitarre
- Giorgio Savarese: tastiere e programmazione
- Daniele Scannapieco: sax
- Patrizia Fino, Monica Sarnelli, Roberta Andalò: cori